# C'etait Mieux en RDA
C'etait mieux en RDA, översatt till svenska: Det var bättre i DDR, är ett chipmusikalbum av artisten dubmood helt gjort med hjälp av två Game Boys och släppt 2007 under Razor 1911. Stilen pendlar mellan modern electrohouse, minimalistisk techno, drum and bass och reggae. Albumet såldes bland annat på svenska chipmusik-nätlabeln Rebel Petset där det tog slut på mindre än två dagar då det bara fanns i en mindre upplaga. Albumet levererades i form av en CD med tryck gjort av Dubmoods storebror asciiartisten Sharque i ett fodral bestående av en 5.25" floppy.